# Вулиця Миколи Зерова (Рівне)
Ву́лиця Миколи Зерова — одна з вулиць міста Рівне, розташована в мікрорайоні Ювілейний. Названа на честь репресованого українського поета, перекладача, літературознавця та полеміста Миколи Зерова.
Вулиця є коротким прямим відрізком, що пролягає приватною забудовою від вулиці Ньютона до вулиці Гурія Бухала.